# Robert Marti
Robert «Röbi» Marti (* 11. Juli 1953, heimatberechtigt in Riedern, Glarus und Engi) ist ein Schweizer Politiker (BDP).
Marti wurde 1997 als Mitglied der SVP in den Regierungsrat des Kantons Glarus gewählt; 2008 wechselte er zur BDP. Bis zu seinem Rücktritt 2018 stand er dem Departement Bau und Umwelt vor. Von 2006 bis 2008 und von 2010 bis 2012 bekleidete er das Amt des Landammanns.
Marti wohnt in Riedern und ist nebenbei im Verwaltungsrat des Autobetriebs Sernftal.